# Kadlu
Na mitologia inuit Kadlu refere-se à deusa ou às três irmãs que controlam o trovão.